# چون برای منی
چون برای منی (انگلیسی: Because You're Mine) فیلمی در ژانر موزیکال به کارگردانی الکساندر هال است که در سال ۱۹۵۲ منتشر شد. از بازیگران آن می‌توان به ماریو لنزا، جیمز ویتمور، و بابی وان اشاره کرد.